# Candyce Chafa
Candyce Chafa, née le 10 août 2006 à Cannes en France, est une rameuse d'aviron handisport française. Elle est vice-championne d'Europe en quatre barré mixte PR3, et médaillée de bronze aux Jeux paralympiques d'été de 2024 à Paris.

## Biographie
Candyce Chafa naît le 10 août 2006 à Cannes dans les Alpes-Maritimes, en France.
Elle découvre l'aviron à 11 ans avec son école et s'inscrit au club d'aviron de Saint-Cassien, dans le département du Var,,.
Elle est atteinte d'une tumeur bénigne à la jambe gauche qui lui est diagnostiquée en 2017, mais que plusieurs opérations ne suffisent pas à guérir. Elle continue l'aviron en passant en aviron handisport, en parallèle à la poursuite de ses études.
Elle remplace Érika Sauzeau comme membre de l'équipe de France début 2024. 
Candyce Chafa participe ainsi aux championnats d'Europe d'aviron de 2024 à Szeged en Hongrie et y remporte la médaille d'argent en quatre barré mixte PR3,. Elle fait équipe avec Margot Boulet, Rémy Taranto, Grégoire Bireau et Émilie Acquistapace. Ils sont nettement derrière les Britanniques mais arrivent à devancer les Italiens et les Espagnols.
Elle prend part aussi à la dernière épreuve de la coupe du monde, à Poznań, et y remporte avec ses coéquipiers la médaille de bronze.
Candyce Chafa est qualifiée pour les Jeux paralympiques d'été de 2024 à Paris. Le 30 août 2024, son équipage mené par Émilie Acquistapace termine deuxième de sa série et se qualifie pour la finale A le 1er septembre 2024 ; le bateau français est médaillé de bronze.

## Décorations
- Chevalier de l'ordre national du Mérite (2024)[7]